# Carl Nickolas
Carl Alan Nickolas (Oakland, 18 de julio de 2001) es un deportista estadounidense que compite en taekwondo.
Ganó una medalla de plata en el Campeonato Mundial de Taekwondo de 2023 y tres medallas de oro en el Campeonato Panamericano de Taekwondo entre los años 2021 y 2024. En los Juegos Panamericanos de 2023 consiguió una medalla de oro.

## Palmarés internacional
| Campeonato Mundial      | Campeonato Mundial           | Campeonato Mundial | Campeonato Mundial |
| Año                     | Lugar                        | Medalla            | Categoría          |
| ----------------------- | ---------------------------- | ------------------ | ------------------ |
| 2023                    | Bakú (Azerbaiyán)            | Medalla de plata   | –80 kg             |
| Juegos Panamericanos    |                              |                    |                    |
| Año                     | Lugar                        | Medalla            | Categoría          |
| 2023                    | Santiago (Chile)             | Medalla de oro     | –80 kg             |
| Campeonato Panamericano |                              |                    |                    |
| Año                     | Lugar                        | Medalla            | Categoría          |
| 2021                    | Cancún (México)              | Medalla de oro     | –80 kg             |
| 2022                    | Punta Cana (Rep. Dominicana) | Medalla de oro     | –80 kg             |
| 2024                    | Río de Janeiro (Brasil)      | Medalla de oro     | –80 kg             |